# 袋束拉土蛛
袋束拉土蛛（学名：Latouchia fasciata）为螲蟷科拉土蛛属的动物。在中国大陆，分布于上海等地，生活习性为穴居。